# Ешбах (Маркгрефлерланд)
Ешбах (њем. Eschbach) општина је у њемачкој савезној држави Баден-Виртемберг. Једно је од 50 општинских средишта округа Брајсгау-Хохшварцвалд. Према процјени из 2010. у општини је живјело 2.369 становника. Посједује регионалну шифру (AGS) 8315033.

## Географски и демографски подаци
Ешбах се налази у савезној држави Баден-Виртемберг у округу Брајсгау-Хохшварцвалд. Општина се налази на надморској висини од 246 метара. Површина општине износи 10,0 km². У самом мјесту је, према процјени из 2010. године, живјело 2.369 становника. Просјечна густина становништва износи 236 становника/km².